# Denzel Comenentia
Denzel Comenentia (25 de noviembre de 1995) es un deportista de los Países Bajos que compite en atletismo. Ganó una medalla de oro en el Campeonato Europeo de Atletismo por Equipos de 2019, en la prueba de lanzamiento de peso.